# Stazione di Magadino-Vira
La stazione di Magadino-Vira è una stazione ferroviaria posta sulla ferrovia Cadenazzo-Luino.
Situata a cavallo del confine tra le frazioni di Vira Gambarogno e Magadino del comune di Gambarogno, le serve entrambe.

## Storia
La stazione venne aperta all'esercizio nel 1882, in concomitanza con la linea ferroviaria. Dal 1º ottobre 1913, su richiesta del comune di Vira Gambarogno e sentito il Consiglio di Stato ticinese, la denominazione della stazione cambiò da Magadino a Magadino-Vira.

## Strutture e impianti

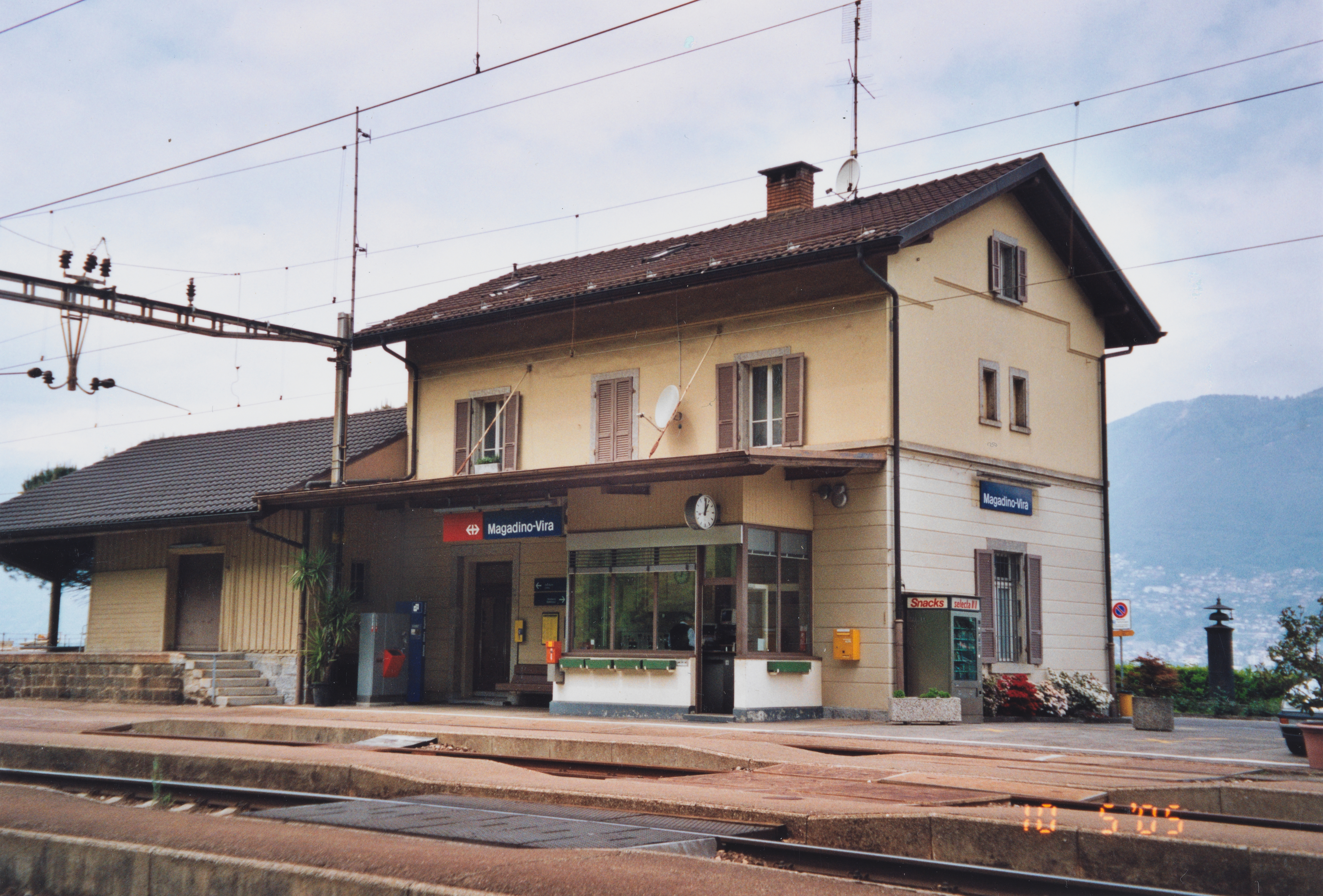
Nel 2005

La stazione è dotata di due binari passanti, dotati ciascuno di una banchina con attraversamento a raso.
La stazione dispone di due binari tronchi lato Cadenazzo in uso per lo scalo merci.
La stazione è presenziata da un capomovimento.

## Movimento
Al 2015 la stazione è servita, con cadenza bi-oraria, dai treni regionali della linea S30 della rete celere del Canton Ticino.

## Servizi
Le banchine sono collegate da attraversamenti a raso.
- Biglietteria automatica
- Sala d'attesa

## Interscambi
La stazione assicura, per mezzo della fermata di Magadino-Vira, Stazione, l'interscambio con le linee postali 62.326 Magadino-Indemini, 62.329 Sant'Antonino-Dirinella e 62.330 Magadino-Gerra Gambarogno. A 450 m dalla stazione si trova l'imbarcadero di Magadino, servito dalla Navigazione Lago Maggiore (NLM).
- Fermata autobus
- Fermata battello (Magadino)